# Topher Grace
Christopher John Grace (Nueva York; 12 de julio de 1978) es un actor estadounidense conocido principalmente por interpretar el papel de Eric Forman en la serie de televisión That '70s Show durante 7 temporadas, por interpretar a Eddie Brock Jr. / Venom en Spider-Man 3, por su papel de Jason en Valentine's Day, y por su interpretación de David Duke en BlacKkKlansman.

## Biografía

### Infancia y juventud
Grace nació en Nueva York. Su madre, Patricia, trabajaba de administrativa y ayudante del profesorado en New Canaan Country School en New Canaan (Connecticut), y su padre, John Grace es un ejecutivo empresarial. Tiene una hermana, Jenny. Grace creció en Darien (Connecticut), donde conoció a la actriz Kate Bosworth y algunas veces fue cuidado por la actriz Chloë Sevigny, con la que coincidiría más tarde en la educación secundaria. Escogió hacerse llamar Topher en el instituto, después de la frustración de ver que su nombre completo abreviado era Chris.
Grace estudió en la Fay School (en Southborough, Massachusetts), The Neighborhood Playhouse (en Nueva York) y la Brewster Academy (en Wolfeboro, Nuevo Hampshire), donde fue observado por el productor de That '70s Show mientras interpretaba el papel principal de Pseudolus en una representación local de la obra A Funny Thing Happened on the Way to the Forum.

### Carrera
Grace fue seleccionado para el papel de Eric Forman en That '70s Show debutando en 1998 y continuando hasta siete temporadas. 
Grace estudió brevemente en la University of Southern California, pero en su primer año lo dejó y prefirió centrarse más en su trabajo en la televisión. En 2000 interpreta a un estudiante que consume cocaína e introduce a su novia en la heroína en Traffic, de Steven Soderbergh. Posteriormente realiza cameos sin acreditar en Ocean's Eleven y en su secuela, Ocean's Twelve, ambas de Soderbergh. Tenía planeado realizar un cameo en Ocean's Thirteen, pero debido al rodaje de Spider-Man 3 tuvo que dejarlo. También ha aparecido en La sonrisa de Mona Lisa (2003) de Mike Newell. 
En 2004 tiene dos papeles importantes en Win a Date with Tad Hamilton! de Robert Luketic y en In good company de Paul Weitz, donde interpreta a un joven y ambicioso ejecutivo. Ese mismo año protagonizó la película P. S.. Estos trabajos fueron reconocidos por la National Board of Review of Motion Pictures en la categoría de mejor actor.
En 2007 Grace interpreta a Eddie Brock Jr. (que se convierte en Venom) en Spider-Man 3, dirigida por Sam Raimi. 
Grace participa en el rodaje de la película Kids in America, ambientada en los años ochenta. Grace ha coescrito y coproducido la película.[cita requerida] Formó parte del reparto de Valentine's Day ("Historias de San Valentín"). 
Durante el verano de 2010 rodó Predators. En 2011 trabajó en la película The Double, de Michael Brandt, junto a Stephen Moyer, Richard Gere y Odette Yustman. Una de sus últimas superproducciones fue su aparición como Getty en Interstellar, estrenada en 2014.

### Vida personal
Grace comenzó a salir con la actriz Ashley Hinshaw en enero de 2014, y se comprometieron en enero de 2015. El 29 de mayo de 2016 contrajeron matrimonio en Santa Bárbara (California). El 1 de agosto de 2017, la pareja confirmó que esperaba su primer hijo; su hija nació en noviembre de 2017. En enero de 2020 se anunció el segundo embarazo de su mujer. En septiembre de 2022 se hizo público que esperaban su tercer hijo.

## Filmografía

### Cine y televisión
| Año           | Título                               | Rol                       | Director              |
| ------------- | ------------------------------------ | ------------------------- | --------------------- |
| 1998-2006     | That '70s Show (serie de televisión) | Eric Forman               |                       |
| 2000          | Traffic                              | Seth Abrahms              | Steven Soderbergh     |
| 2001          | Ocean's Eleven                       | Cameo sin acreditar       | Steven Soderbergh     |
| 2002          | Pinocchio                            | Lucignolo-Leonardo/voz    |                       |
| 2003          | La sonrisa de Mona Lisa              | Tommy Donegal             | Mike Newell           |
| 2004          | Win a Date with Tad Hamilton!        | Pete Monash               | Robert Luketic        |
| 2004          | P.S.                                 | F. Scott Feinstadt        | Dylan Kidd            |
| 2004          | Ocean's Twelve                       | Cameo sin acreditar       | Steven Soderbergh     |
| 2004          | In Good Company                      | Carter Duryea             | Paul Weitz            |
| 2007          | Spider-Man 3                         | Eddie Brock, Jr. / Venom  | Sam Raimi             |
| 2008          | Los Simpson                          | Donny (voz)               |                       |
| 2009          | Personal Effects                     | Clay (voz, no acreditado) |                       |
| 2010          | Valentine's Day                      | Jason Morris              | Garry Marshall        |
| 2010          | Predators                            | Edwin                     | Robert Rodríguez      |
| 2011          | Take Me Home Tonight                 | Matt Franklin             | Michael Dowse         |
| 2011          | Coxblocker                           | William Cox               | Greg Coolidge         |
| 2011          | The Double                           | Michael Brandt            | Ben Geary             |
| 2012          | The Giant Mechanical Man             | Doug                      |                       |
| 2013          | The Big Wedding                      | Jared Griffin             | Justin Zackham        |
| 2014          | The Calling                          | Ben Wingate               |                       |
| 2014          | A Many Splintered Thing              |                           |                       |
| 2014          | Don Peyote                           | Glavin Culpepper          |                       |
| 2014          | Interstellar                         | Getty                     | Christopher Nolan     |
| 2014          | Playing it cool (Déjate querer)      | Scott                     | Justin Reardon        |
| 2015          | American Ultra                       | Agente Adrian Yates       | Nima Nourizadeh       |
| 2015          | Truth                                | Mike Smith                | James Vanderbilt      |
| 2017          | Delirium                             |                           | David Ludlow          |
| 2017          | War Machine                          |                           | David Michôd          |
| 2017          | Under the Silver Lake                | Man at Bar                | David Robert Mitchell |
| 2018          | BlacKkKlansman                       | David Duke Ernest         | Spike Lee             |
| 2019          | Black Mirror: Añicos                 | Billy Bauer               | James Hawes           |
| 2019          | Love Death + Robots La era del hielo | Rob                       |                       |
| 2019          | Breakthrough                         | Pastor Jason Noble        | Roxann Dawson         |
| 2021-presente | Home Economics                       | Tom                       |                       |
| 2023          | That '90s Show                       | Eric Forman               |                       |
| 2024          | Amenaza en el aire                   | Winston                   |                       |

## Premios y nominaciones
- Young Hollywood Award ganador a la Interpretación Revelación Masculina por Traffic en 2001.
- National Board of Review
  - Nominado: Mejor actor por In Good Company en 2004.
- Premio del Sindicato de Actores
  - Ganador: Mejor reparto por Traffic en 2001.
  - Nominado: Mejor reparto por BlacKkKlansman en 2019.